# Puente rectificador
El puente rectificador es un circuito electrónico  usado en la conversión de corriente alterna en corriente continua. También es conocido como circuito o puente de Graetz, en referencia al físico alemán Leo Graetz (1856-1941), que popularizó este circuito inventado por Karol Franciszek Pollak. 

## Esquema
Se compone de 4 diodos,  suelen ser diodos rectificadores dado que estos al aplicar una tensión eléctrica positiva del ánodo respecto a negativa en el cátodo (polarización directa) toma las características de un diodo rectificador básico, al conectarlos según el siguiente esquema:  

no

## Funcionamiento
Con este esquema se consigue de la corriente alterna la onda positiva y la negativa separadas y convirtiéndola (rectificándola) en corriente continua.

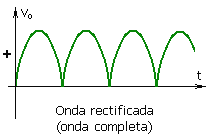
Tensión de salida de un rectificador de onda completa.

Sin embargo se produce un efecto llamado rizado que es una ondulación traducida en variación de voltaje, para poder usar en equipos electrónicos correctamente con corriente continua se necesita como mínimo un filtro que corrija ese rizado, para ello se utiliza un condensador electrolítico el cual produce en el momento de bajada de voltaje una realimentación, eliminando el efecto:

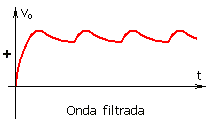
Filtrado para atenuar el rizado de la tensión rectificada mediante un condensador.

Aun así la onda requiere más filtraje para que sea totalmente continua, para ello se suele utilizar un regulador de tensión o voltaje consiguiendo una onda aceptable para su uso:

Representación de la tensión en corriente continua.